# Георг Фридрих Гротефенд
Георг Фридрих Гротефенд (Хан. Минден, 9. јун 1775 — Хановер, 15. децембар 1853) је био немачки епиграфичар.

## Биографија
Рођен је у Хан. Миндену. Школован је делом у свом родном граду, а делом у Илфелду, где је остао до 1795. године, када се уписао на Универзитет у Гетингенту и тамо се спријатељио са Хајнеом, Тихсеном и Хереном. По Хајнеовој препоруци, постао је асистент у Гетингенској гимназији 1797. године. Док је био тамо, објавио је своје дело De pasigraphia sive scriptura universali (1799), због чега је постао проректор, а убрзо потом и конректор гимназије у Франкфурту 1803. године.
Гротефенд је током свог живота био најпознатији као филолог латинског и италијанског језика, мада се пажња коју је посветио сопственом језику види у његовом делу Anfangsgründe der deutschen Poesie, објављеном 1815. године, као и у његовом оснивању друштва за проучавање немачког језика 1817. године. Године 1821, постао је директор гимназије у Хановеру и на тој позицији је остао до свог пензионисања 1849. године. 1823 — 1824. године, објавио је ревидирано издање Венкове Латинске граматике у два тома, а затим и мању граматику за употребу у школама 1826. године; 1835-1838. године, направио је систематски покушај да објасни остатке умбријског дијалекта, назван Rudimenta linguae Umbricae ex inscriptionibus antiquis enodata (у осам делова); а 1839. године објавио је дело сличног карактера за оскијски језик (Rudimenta linguae Oscae). Исте године, објавио је важне мемоаре о новчићима Бактрије под именом Die Münzen der griechischen, parthischen und indoskythischen Könige von Baktrien und den Ländern am Indus.
Међутим, брзо се вратио свом омиљеном предмету проучавања и саставио рад из пет делова, Zur Geographie und Geschichte von Alt-Italien (1840-1842). Претходно је, 1836. године, написао предговор Вагенфелдовом преводу дела Sanchoniathon Филоса из Библоса, за које се тврдило да је откривено претходне године у португалском конвенту Санта Марија де Мерињао.
Али Гротефенд је своја највећа дела направио на истоку, а не западу. Персијски клесани текстови у клинастом писму су у том периоду привлачили пажњу у Европи; њихове тачне копије објавио је Нибур, који је изгубио вид због свог рада на томе, а Гротефендов пријатељ, Тисен из Ростока, веровао је да је установио да су слова у колони алфабетска.
У овом тренутку, Гротефенд је преузео ствар. Своје прво откриће пренео је Краљевском друштву Гетингена 1800. године, а Тихсен га је прегледао две године касније. Године 1815, споменуо је то откриће у Хереновом делу о древној историји, а 1837. године, објавио је своје дело Neue Beiträge zur Erläuterung der persepolitanischen Keilschrift. Три године касније, објављено је његово дело Neue Beiträge zur Erläuterung der babylonischen Keilschrift. Његово откриће може да се представи на следећи начин:
1. персијски клесани текстови садрже три различита облика клинастог писма, тако да би дешифровање једног дало кључ за дешифровање друга два
2. слова у персијским колонама су алфабетска, не слоговна
3. мора се читати слева надесно
4. алфабет се састоји од четрдесет слова, укључујући знакове за дуге и кратке самогласнике
5. Персеполијски клесани текстови су писани у Зенду (што, међутим, није случај) и морају се приписати времену ахеменским принчевима
6. посебна честа реч можда се односи на персијску реч за „краља"
7. клесани текстови задовољавају следеће две шеме: А) краљ М, велики краљ од краља, син од Н краља; Б) краљ Н, велики краљ од краља, син од О
8. присуство две шеме А) и Б) даје прилику да се идентификују људи који се спомињу; потребно је да је М био персијски краљ и да је његов отац био такође персијски краљ, али да његов деда није био краљ
9. према овој идеји, Гротефенд је успео да идентификује М као Ксеркса, Н као Дарија, а О као Хистаспа

Гротефенд је поставио основу за интерпретацију персијских клесаних текстова. Оно што је остало је да се разраде резултати Гротефендовог открића, посао који су одрадили Ежен Бирнуф, Кристијан Ласен и Џорџ Ролинсон. Занимљива је чињеница да је ово откриће настало након опкладе коју је Гротефенд направио са пријатељем у локалном пабу.
Умро у Хановеру.